# Milivoj Jambrišak
Milivoj Jambrišak (15. dubna 1878, Záhřeb, Rakousko-Uhersko — 10. prosince 1943, Vitovlje, Itálie) byl jugoslávský partyzán, jugoslávský politik chorvatské národnosti a blízký spolupracovník Josipa Broze Tita.
Jambrišak byl povoláním lékař. Medicínu studoval ve Vídni. Jako dobrovolník a lékař nastoupil do srbské armády v roce 1912, aby mohl pomáhat v první balkánské válce. V roce 1914 byl mobilizován do Rakousko-uherské armády a o dva roky později zajat na východní frontě v Haliči. V Rusku vstoupil do řad první srbské dobrovolnické divize, která byla zformována v Oděse. Na konci roku 1916 se stal také rovněž členem Jihoslovanského výboru, ustanoveného v Londýně. Jeho zástupcem byl i v dobrovolnickém korpusu Srbů, Chorvatů a Slovinců, a to až do října 1917. Poté se stal novým předsedou Jihoslovanského výboru v Rusku, kde nahradil doktora Franko Potočnjaka. Říjnovou revoluci přečkal v Petrohradu a Oděse.
V září 1943 vstoupil mezi partyzány a zapojil se aktivně do boje proti fašistům. Na druhém zasedání ZAVNOH ve městě Plaški byl zvolen za člena předsednictva Rady. Na druhém zasedání Antifašistické rady pro národní osvobození Jugoslávie (AVNOJ) v Jajce dne 29. listopadu 1943 byl jmenován za zplnomocněnce v otázce národního zdraví při NKOJ. Zemřel při návratu ze zasedání zpět do osvobozené části Chorvatska.